# Maurertown (Virginia)
Maurertown es un lugar designado por el censo situado en el condado de Shenandoah, Virginia  (Estados Unidos). Según el censo de 2010 tenía una población de 770 habitantes.

## Demografía
Según el censo de 2010, Maurertown tenía una población en la que el 95,8% eran blancos; el 1,8% afroamericanos; el 0,1% eran indios americanos y nativos de Alaska; el 0,5% eran asiáticos; el 0,0% hawaianos y otros isleños del Pacífico; el 0,4% de otra raza, y el 1,3% a partir de dos o más razas. El 1,6% del total de la población eran hispanos o latinos de cualquier raza.